# Systropus melli
Systropus melli är en tvåvingeart som först beskrevs av Günther Enderlein 1926.  Systropus melli ingår i släktet Systropus och familjen svävflugor. Inga underarter finns listade i Catalogue of Life.